# Federico de Onís
Federico de Onís Sánchez, né à Salamanque (Espagne) le 20 décembre 1885 et mort à San Juan (Porto Rico) le 14 octobre 1966, est un écrivain et critique littéraire espagnol de la génération de 14, qui a enseigné en Espagne, aux États-Unis, au Mexique et à Porto-Rico. Il est l'auteur d'une Anthologie de la poésie espagnole et hispano-américaine (1882-1932), œuvre saluée en France par Jean Sarrailh, dans laquelle il identifie trois courants, le « modernisme », le « post-modernisme » et l'« ultra-modernisme » .

## Biographie
Docteur en lettres de l'Université de Barcelone, il enseigna d'abord la littérature espagnole à l'Université d'Oviedo puis de Salamanque. Il collabore alors au Centre d'études historiques créé en 1910. À partir de 1916, il obtient un poste de professeur en littérature espagnole à l'université Columbia, à New York, qu'il conserve jusqu'à sa mort. Membre de la Hispanic Society of America, il joue alors un rôle de relai culturel central, et reçoit aux États-Unis Federico García Lorca et Gabriela Mistral. Il enseigne aussi au Mexique et à Porto Rico, où il dirige le Département d'études hispaniques.
Il écrit dans la Revista de Filología Española de Madrid, la Romanic Review de New York, dans les journaux España et El Sol (Madrid), The New York Times, The Evening Post, North American Review, ainsi qu’Hispania et Nosotros, revues de Buenos Aires. Il dirige par ailleurs la Revista de Estudios Hispánicos de Porto Rico entre 1928 et 1929 et la Revista Hispánica Moderna, fondée en 1934.
Il publie différentes éditions critiques chez la maison d'édition Espasa-Calpe, dont la Vida de Diego de Torres Villarroel (1912), les Nombres de Cristo de Fray Luis de León (trois vols., 1914, 1917 et 1922), El ingenioso hidalgo Don Quijote de la Mancha de Miguel de Cervantes; ainsi qu'un volume de Fueros leoneses (1916), en collaboration avec Américo Castro.
Parmi son œuvre critique, on peut citer Sobre la transmisión de la obra literaria de Fray Luis de León (1915), El español en los Estados Unidos, (Salamanca, 1920), Jacinto Benavente (Nueva York, 1923), El Martín Fierro y la poesía tradicional (Madrid, 1924), Ensayos sobre el sentido de la cultura española (1932), Evaristo Ribera Chevremont: Antología Poética, 1924-1950 (Universidad de Puerto Rico, 1957- republiée dans Evaristo Ribera Chevremont: Obra Poética Vol I & II, 1980).
Il se suicide à San Juan (Porto Rico) le 14 octobre 1966[réf. nécessaire].

## Anthologie de la poésie espagnole et hispano-américaine (1882-1932)
Dans cette anthologie publiée en 1934, et comportant plus de 1 200 pages, Federico de Onís établit une périodisation des courants poétiques, en distinguant  :
- la « transition du romantisme au modernisme (1882-1896) » (Ier chapitre) : Manuel González Prada, Manuel Gutiérrez Nájera (en), Manuel Reina Montilla (es), Manuel José Othón (en) et Salvador Rueda
- un chapitre est ensuite consacré au nicaraguayen Rubén Darío;
- le IIIechapitre est intitulé « Triomphe du modernisme (1896-1905) » : Miguel de Unamuno, Francisco Villaespesa (en), les frères Machado (Antonio et Manuel), Eduardo Marquina, Pérez de Ayala et Valle-Inclán, ainsi qu'une douzaine de poètes latino-américains, dont l'Argentin Leopoldo Lugones, le Mexicain Amado Nervo, le Vénézuélien Rufino Blanco Fombona, ou encore des « provinciaux » espagnols tels que José María Gabriel y Galán.
- le IVe chapitre est consacré à Juan Ramón Jiménez;
- le Ve chapitre s'intitule « Post-modernisme (1905-1914) », qu'il décrit comme « réaction vers la simplicité lyrique; réaction vers la tradition classique; réaction vers le romantisme; réaction vers le prosaïsme sentimental; réaction vers l'ironie sentimentale ». Le chapitre inclut un passage sur la « poésie féminine ». Il compte comme auteurs Enrique Díez Canedo (en), Enrique de Mesa (en), Alfonso Reyes, Salvador de Madariaga et des « poétesses américaines ».
- le dernier chapitre est consacré à l'« Ultramodernisme » et divisé en deux parties, l'une traitant de la transition du modernisme à l'ultraïsme (parmi les Espagnols, José Moreno Villa, Juan José Domenchina, Mauricio Bacarisse, Antonio Espina (es), Francisco Vighi (es), León Felipe, Ramón de Basterra (es), Fernando Villalón (es)) et l'autre de l'ultraïsme lui-même (Pedro Salinas, Guillén , Gerardo Diego, Federico García Lorca, Rafael Alberti, et d'autres poètes latino-américains).